# Otolelus pruinosus
Otolelus pruinosus là một loài bọ cánh cứng trong họ Aderidae. Loài này được Kiesenwetter miêu tả khoa học năm 1861.